# 辛納明森鎮區 (新澤西州)
辛納明森鎮區（英語：Cinnaminson Township）是位於美國新澤西州伯靈頓縣的一個鎮區。

## 地方資料
辛納明森鎮區的面積為20.60平方千米，當中陸地面積為19.23平方千米，而水域面積為1.37平方千米。根據2020年美國人口普查的數據，當地共有人口17064人，而人口密度為每平方千米828.35人。